# 이한직
이한직(李漢稷, 1921년 ~ 1977년)은 대한민국의 시인이다.
본관(本貫)은 전의(全義). 호는 목남(木南). 서울 출생. 일본 게이오(慶應)대학 법과 수업. 1939년을 전후하여 <문장>지의 추천을 받고 등장. 그의 시에는 소박한 윤리를 발견하려는 정신이 깃들어 있다. 일본 도쿄에서 거주. 광복 전의 시로는 <한(翰)> <온실> 등이 있고, 광복 뒤의 작품으로 <붕괴> 등이 있다.